# Marli Swarowsky

Marli Swarowsky (Joinville, 28 de dezembro de 1948) é uma artista plástica brasileira. Dedica-se à cerâmica, cujos trabalhos de destaque são esculturas e painéis artísticos.

## Biografia
Marli Swarowsky iniciou sua carreira artística ainda jovem, na área de criação, modelagem e estamparia da malharia de seu pai. A partir deste envolvimento, concluiu diversos cursos para desenvolver a criatividade e logo tornou-se professora na Casa da Cultura da cidade. Em 1972, inaugurou a primeira Galeria de Arte de Joinville, a “Galeria Bel’Art”.
Mais tarde, a artista buscou conhecimento com grandes ceramistas, entre eles Alice Yamamura, Célia Cymbalista, Frieda Dourian, Norma Grinberg, o escultor Sérgio Romagnolo, o espanhol Angel Garraza e os artistas norte-americanos Robert Pillers, Beverly Pillers e Jerry Caplan.
Marli Swarowsky realizou conquistas importantes para a comunidade artística e para a sociedade joinvilense como presidente da AAPLAJ - Associação de Artistas Plásticos de Joinville, fez parte dos Conselhos do Museu de Arte de Joinville, da Galeria Municipal Victor Kursancew, do Instituto Luiz Henrique Schwanke e da criação do Museu de Arte Contemporânea Luiz Henrique Schwanke. 
Desde 1973, ela realiza exposições individuais e participa de coletivas em vários estados do Brasil.

## Premiação
Em 1995, Marli Swarowsky foi premiada no Salão Santos Dumont em Florianópolis - SC